# Zomerlinde
De zomerlinde (Tilia platyphyllos) of grootbladige linde is een lindesoort die in Europa in het wild voorkomt, echter niet zo ver noordelijk als de winterlinde (Tilia cordata). Tevens wordt de soort gekweekt als sierboom. De hoogte kan 40 m bedragen. Lindes zijn populair doordat ze 's zomers een aangename geur verspreiden.

## Botanische beschrijving
De kroon is hoog en kegelvormig. De takken groeien opwaarts. De twijgen zijn roodachtig groen en behaard.
De bladeren zijn rond of eirond met een toespitsing aan de top. De bladranden zijn scherpgezaagd. Zoals de naam aangeeft, zijn de bladeren een stuk groter dan die van de winterlinde: 6-15 cm × 6-15 cm groot. De bladsteel is harig en heeft een lengte van gemiddeld 3 cm. Het blad is aan de bovenzijde donkergroen en behaard; aan de onderzijde is het bleker en is voorzien van witte haartjes op de nerven.
De bloemen zijn geelachtig wit. Ze hangen in groepjes van drie of vier bij elkaar. Er is een witachtig groen schutblad van 5-12 cm lang.
De boom draagt ronde vruchten met een doorsnede van 1 cm of iets minder. Elke vrucht heeft drie tot vijf ribben en is dichtbedekt met haartjes.

## Verspreidingsgebied

Verspreidingsgebied
natuurlijk verspreidingsgebied
✖ geïsoleerde natuurlijke populatie
▲ geïndroduceerd en verwilderd

## Ecologie
De boom is gastheer voor:
- Lindevouwmot (Phyllonorycter issikii)[1]
- Lindedwergspanner (Eupithecia egenaria)[1]

## Trivia
De beschermde Witseboom uit de Vlaamse televisieserie Witse is een zomerlinde